# Fimbristylis solidifolia
Fimbristylis solidifolia är en halvgräsart som beskrevs av Ferdinand von Mueller. Fimbristylis solidifolia ingår i släktet Fimbristylis och familjen halvgräs. Inga underarter finns listade i Catalogue of Life.